# Jönstjärnen (Jokkmokks socken, Lappland, 737196-173962)
Jönstjärnen är en sjö i Jokkmokks kommun i Lappland och ingår i Råneälvens huvudavrinningsområde.